# Crucibulum spinosum
Crucibulum spinosum, tên tiếng Anh: spiny cup-and-saucer snail, là một loài ốc biển, là động vật thân mềm chân bụng sống ở biển trong họ Calyptraeidae, the slipper snails and cup-and-saucer snails.
This species is bản địa của bờ biển phía tây của the Americas, from California to Chile. It has been introduced and established in Hawaii.